# Euxoa mercedes
Euxoa mercedes is een vlinder uit de familie van de uilen (Noctuidae). De wetenschappelijke naam van de soort is voor het eerst geldig gepubliceerd in 1912 door Barnes & McDunnough.